# La Torre de l'Espanyol
La Torre de l'Espanyol är en kommun i Spanien.   Den ligger i provinsen Província de Tarragona och regionen Katalonien, i den östra delen av landet, 400 km öster om huvudstaden Madrid. Antalet invånare är 681. Arean är 27,9 kvadratkilometer. La Torre de l'Espanyol gränsar till Vinebre, Cabacés, La Figuera, El Molar och Garcia. 
Terrängen i La Torre de l'Espanyol är kuperad åt sydost, men åt nordväst är den platt.